# Tureckie grabieże

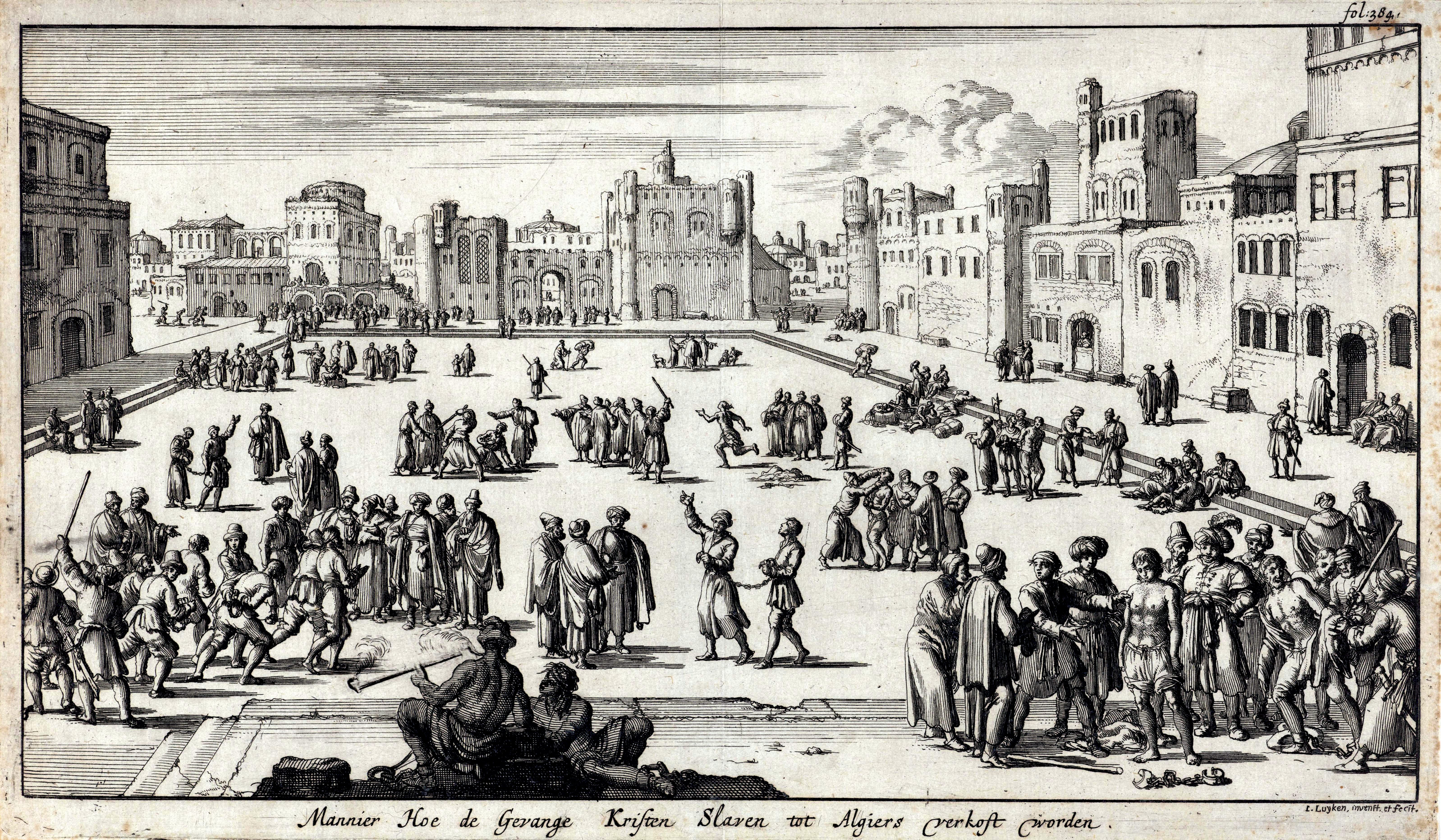
Targ niewolników w Algierze (1684)

Tureckie grabieże (isl. Tyrkjaránið) – określenie na dwie, następujące po sobie największe rejzy (najazy łupieżcze) piratów berberyjskich na Islandię, dokonane latem 1627 roku.

## Etymologia
Przymiotnik „tureckie” (isl. Tyrkja) nie odnosi się do etnicznych Turków, Turcji ani ogólnie ludów tureckich; w tamtym czasie było to ogólne określenie wszystkich muzułmanów z regionu Morza Śródziemnego, ponieważ większość pochodziła z imperium tureckiego lub była jego nominalnymi poddanymi.

## Przebieg

### Tło
W trakcie rejz piraci najechali i złupili Grindavík, Fiordy Wschodnie i Vestmannaeyjar, zabili około 50 osób, a około 400 schwytali i wzięli w niewolę – 50-ciu porwanych zostało z niej wykupionych w ciągu następnych 8-18 lat. Rabunki te były wówczas postrzegane jako kara Boża za „grzeszny” styl życia Islandczyków.
Rejzy z 1627 r. nie były pierwszymi. W 1607 roku zarówno Islandia, jak i Wyspy Owcze stały się ofiarą najazdu piratów berberyjskich, którzy uprowadzili z nich setki ludzi w celu sprzedaży ich na targach niewolników w Afryce Północnej.

### Atak
W 1627 roku piraci berberyjscy przybyli na Islandię w dwóch grupach: pierwsza grupa pochodziła z Salé, a druga, która przybyła miesiąc później, z Algieru. Dowódcą grupy z Salé był były holenderski kaper znany jako Murat Reis, który sam dołączył do piratów po tym jak został przez nich schwytany kilka lat wcześniej.

### Przybycie do Afryki
Po dotarciu do Afryki wielu jeńców zmarło z powodu chorób, a blisko 100 osób – głównie młodych – przeszło na islam.

## Okup
Oficiel z Vestmannaeyjar, Ólafur Egilsson, został uwolniony przez algierskich piratów, aby mógł wyjechać i zebrać pieniądze (co starał się zrobić m.in. w Kopenhadze) na zapłacenie okupu za resztę Islandczyków.
Zebrany okup został dwukrotnie ukradziony przez osoby wysłane do jego przekazania.
Pierwszy większy okup udało się zapłacić dziewięć lat po rejzie. Wykupiono wtedy 34 Islandczyków, z których 6 zmarło w drodze powrotnej, a jednego pozostawiono w Glückstadt. W 1645 r. wykupiono kolejne osiem osób, które dotarły do Kopenhagi.

## Znane ofiary
Jedną z porwanych osób była Guðríður Símonardóttir, przyszła żona Hallgrímura Péturssona – jednego z najsłynniejszych islandzkich poetów.